# Àcid fusídic
L'àcid fusídic és una biomolècula de la família dels esteroides. La sal sòdica de l'àcid fusídic és un antibiòtic especialment efectiu davant estafilococs productors de penicil·lasa, inclosos aquells que són resistents a les penicil·lines isoxazòliques. Té activitat bacteriostàtica, encara que és sensible a l'efecte inòcul. Actua inhibint la síntesi proteica actuant sobre els ribosomes.
Té una bona absorció, aconseguint millorar els nivells obtinguts quan s'administra sense haver ingerit cap aliment. La dosi usual és de 0,5 a 1 g, tres vegades al dia. La seva distribució és bona. Penetra poc en el líquid cefalorraquidi. S'excreta fonamentalment per la bilis i molt escassament pel ronyó. És ben tolerat generalment encara que pot originar trastorns digestius discrets i exantemes.
A Espanya està comercialitzat com a Fucibet©, Fucidine©, Fucithalmic© i Ácido Fusídico©.